# Yaakov Tzvi Mecklenburg

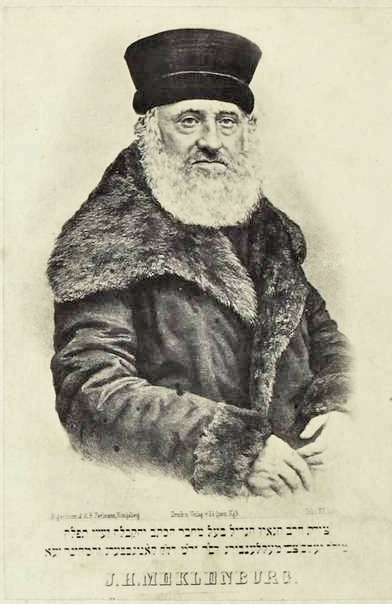
Meklenburg (imagem do século XIX)

Yaakov Tzvi Mecklenburg (יעקב צבי מקלנבורג) foi um rabino e estudioso ashkenazi do século XIX, mais conhecido como autor do comentário da Torá Hakketav Vehakkabbalah (Haksav Vehakaboleh).

## Biografia
Nasceu em 1785 (5545 no calendário hebraico) em Lissa (Leszno), na província de Posen, Alemanha, na família do Rabino Gamliel. Na época, Lissa era um famoso centro de estudos da Torá, e Mecklenburg começou a estudar Torá como aluno do rabino local, Zechariah Mendel.
Mecklenburg inicialmente entrou nos negócios. Em 1831, aos 46 anos, após dificuldades comerciais, decidiu abandonar os negócios e foi-lhe oferecida a posição rabínica na cidade de Königsberg, na Prússia Oriental. Naquela época, os judeus de Königsberg estavam sob a influência crescente da Haskalah, um movimento reformista, ao qual Yaakov Tzvi Mecklenburg se opôs fortemente. Juntamente com os Malbim, ele se opôs publicamente à convenção de Braunschweig de 1844 do judaísmo reformista. No mesmo período, ele escreveu Haketav VehaKabbalah, seu próprio comentário à Torá.
Ele serviu como rabino em Königsberg pelo resto de sua vida, por 34 anos (1831 a 1865). Antes de sua morte, ele ordenou que nenhum elogio fosse feito em seu funeral. Em seu testamento, ele solicitou que Haketav VehaKabbalah fosse lido após a leitura pública da Torá, durante os primeiros 30 dias de luto.

## Obras

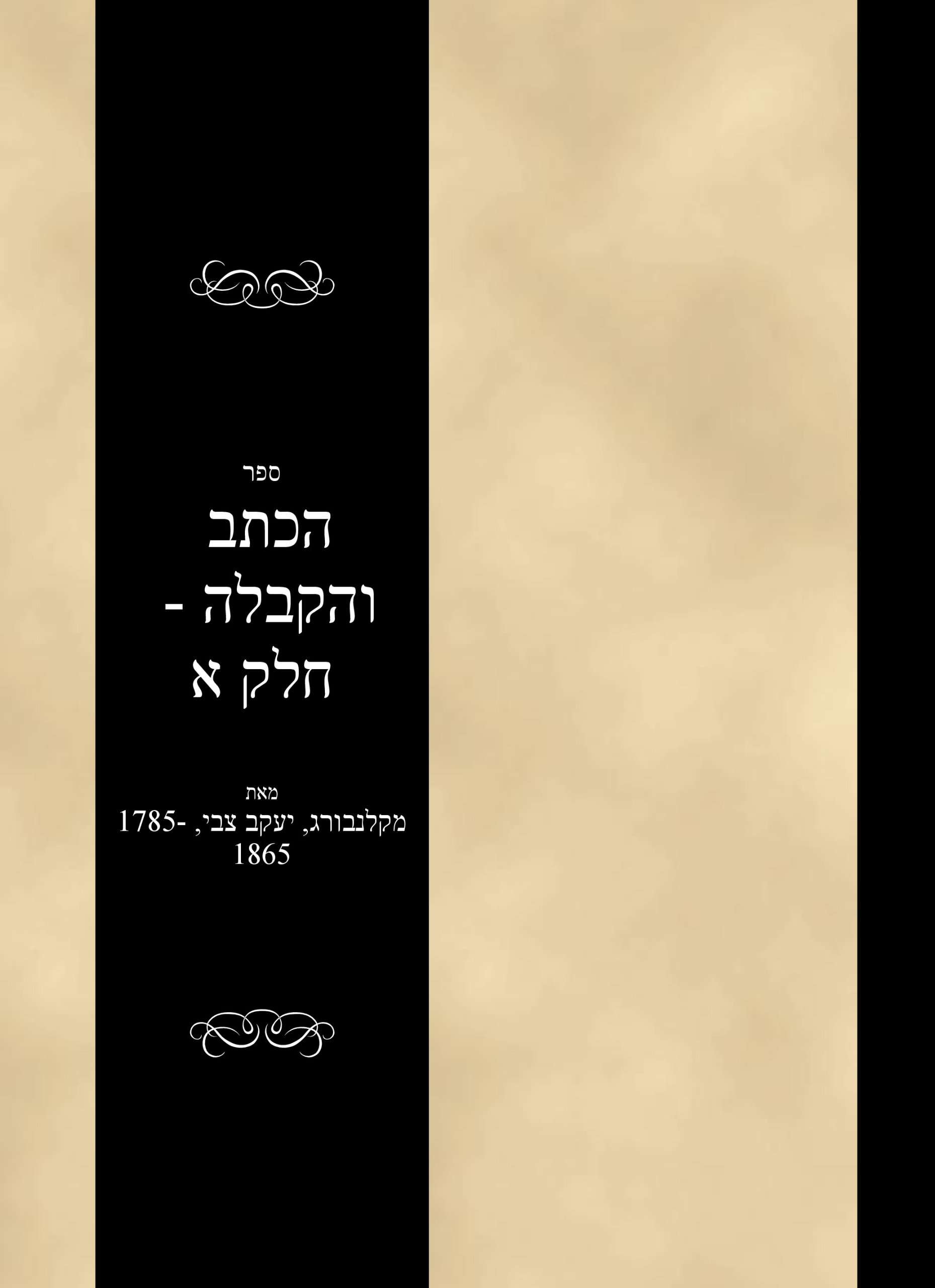
Uma edição moderna do Haketav VehaKabbalah.

Haketav VehaKabbalah (alt. HaKsav VeHaKabalah; heb. הכתב והקבלה: A [Torá] Escrita e a Tradição [Oral]) foi publicado pela primeira vez em 1839. A intenção de Mecklenburg era "demonstrar a indivisibilidade da Torá escrita e sua contraparte, a Torá oral". Suas explicações conectam assim o significado literal (peshat) ao significado oculto (derash), concentrando-se nas fontes judaicas tradicionais (a Mishna, o Talmud e o Midrash). O comentário baseia-se no de Vilna Gaon e Shadal e ocasionalmente inclui fontes não tradicionais contemporâneas, como Julius Fürst e os biuristas. 
Outros trabalhos incluem:
- Iyun Tefillah - um comentário sobre o Siddur, geralmente junto com Derech HaChaim escrito por R. Yaakov Lorberbaum de Lisa.
- Hishtapchut HaNefesh - viduy (orações confessionais) para a véspera de Yom Kippur.